# Dodge Omni 024
Dodge Omni 024 – samochód sportowy klasy kompaktowej produkowany pod amerykańską marką Dodge w latach 1979 – 1981.

## Historia i opis modelu

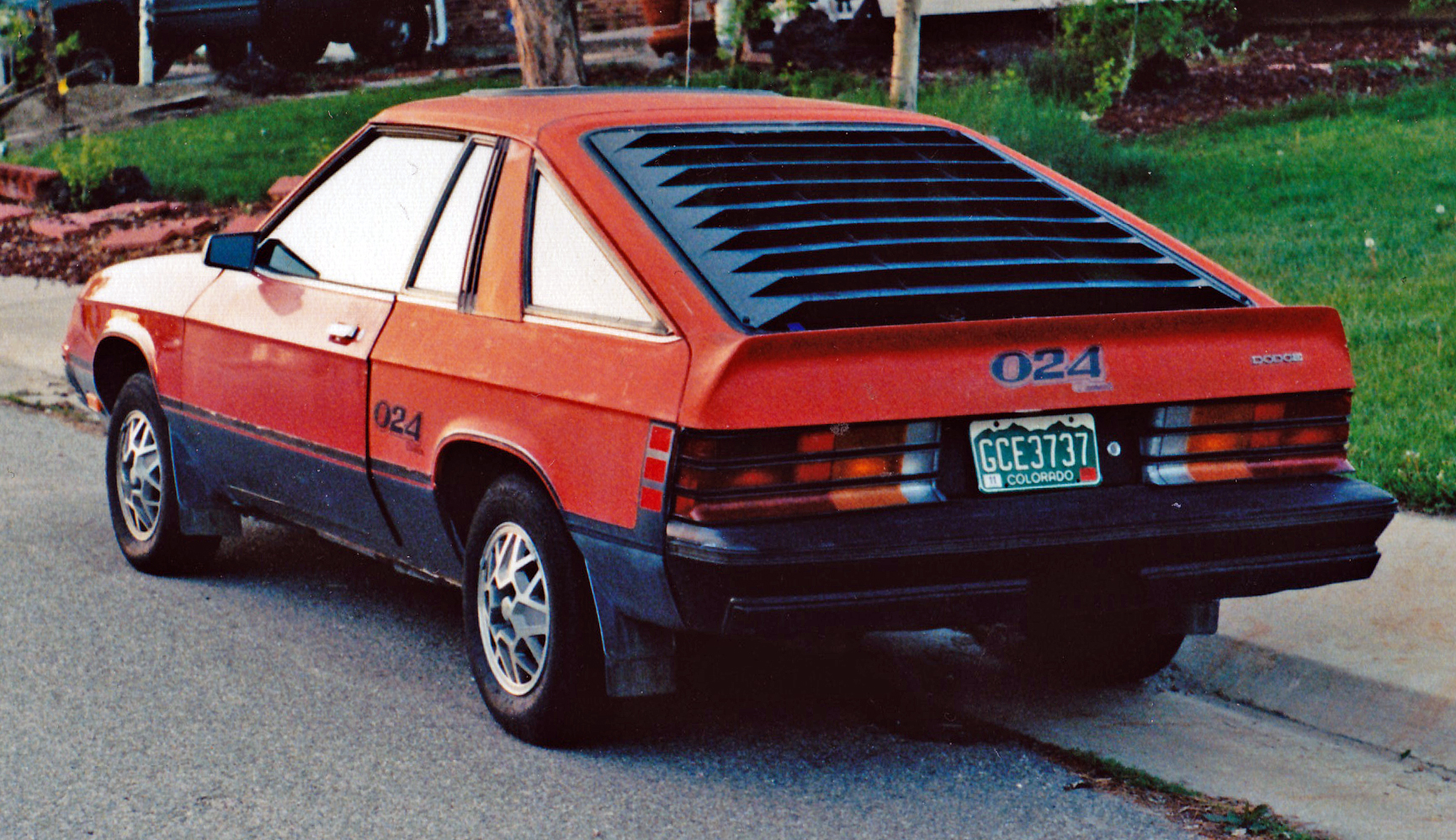
Dodge Omni 024 - tył

W 1979 roku Dodge zdecydował się poszerzyć swoją ofertę modelową o kompaktowe, 3-drzwiowe coupe oparte na bazie modelu Omni, wraz z bliźniaczym Plymouthem Horizonem TC3. Pomimo tego samego członu w nazwie, był to samochód głęboko zmodyfikowany pod kątem wizualnym i mający swój indywidualny charakter. Do napędu używano silników R4. Moc przenoszona była na oś przednią poprzez 3-biegową automatyczną bądź 4-biegową manualną skrzynię biegów.

### Lifting i zmiana nazwy
Z powodu niewielkiej sprzedaży, w 1981 roku Dodge postanowił gruntownie zmodernizować Omni 024 i zmienić jego nazwę. Po restylizacji zdecydowano się wskrzesić stosowaną w przeszłości dla dużego muscle cara nazwę Charger.

### Dane techniczne
- R4 1,7 l (1716 cm³), 2 zawory na cylinder, SOHC
- Układ zasilania: jeden gaźnik
- Średnica cylindra × skok tłoka: 79,50 mm × 86,40 mm
- Stopień sprężania: 8,2:1
- Moc maksymalna: 66 KM (48,5 kW) przy 5200 obr./min
- Maksymalny moment obrotowy: 115 N•m przy 2800 obr./min
- Przyspieszenie 0-100 km/h: b/d
- Prędkość maksymalna: 146 km/h